# رالف درولينجير
رالف درولينجير (بالإنجليزية: Ralph Drollinger)‏ مواليد 20 أبريل 1954 في لا ميسا، هو لاعب كرة سلة أمريكي سابق بدأ مسيرته الاحترافية في سنة 1980 ويحمل الرقم 52. يبلغ طوله 7 قدم 2 بوصة (2.2 م). اعتزل اللعب في 1981.

## فرق لعب لها
- دالاس مافيريكس

## روابط خارجية
- رالف درولينجير على موقع الاتحاد الدولي لكرة السلة (الإنجليزية)
- رالف درولينجير على موقع إن بي أي (الإنجليزية)
- رالف درولينجير على موقع سبورتس رفرنس (الإنجليزية)
- رالف درولينجير على موقع كلية كرة السلة في سبورتس رفرنس.كوم (الإنجليزية)
- رالف درولينجير على موقع ريلجم (الإنجليزية)
- رالف درولينجير على موقع بروبوليرز (الإنجليزية)